# Sami Lahssaini
Sami Lahssaini (sinh ngày 18 tháng 9 năm 1998) là cầu thủ bóng đá chuyên nghiệp người Bỉ. Anh ta đang thi đấu ở vị trí tiền vệ cho câu lạc bộ RAAL La Louvière, cho mượn từ Metz.

## Sự nghiệp thi đấu
Vào ngày 21 tháng 7 năm 2022, Lahssaini quay trở lại Seraing theo dạng cho mượn.

## Thống kê
Tính đến 24 tháng 7 năm 2021
| Câu lạc bộ             | Mùa giải               | Giải đấu                       | Giải đấu | Giải đấu  | Cúp    | Cúp       | Khác   | Khác      | Tổng cộng | Tổng cộng |
| Câu lạc bộ             | Mùa giải               | Giải đấu                       | Ra sân   | Bàn thắng | Ra sân | Bàn thắng | Ra sân | Bàn thắng | Ra sân    | Bàn thắng |
| ---------------------- | ---------------------- | ------------------------------ | -------- | --------- | ------ | --------- | ------ | --------- | --------- | --------- |
| Seraing                | 2017–18                | Belgian First Amateur Division | 28       | 1         | 0      | 0         | 0      | 0         | 28        | 1         |
| Seraing                | 2018–19                | Belgian First Amateur Division | 15       | 0         | 0      | 0         | 0      | 0         | 15        | 0         |
| Seraing                | Tổng cộng              | Tổng cộng                      | 43       | 1         | 0      | 0         | 0      | 0         | 43        | 1         |
| Seraing (mượn)         | 2018–19                | Belgian First Amateur Division | 12       | 0         | 0      | 0         | 0      | 0         | 12        | 0         |
| Metz B                 | 2019–20                | Championnat National 3         | 8        | 0         | —      | —         | —      | —         | 8         | 0         |
| Seraing (mượn)         | 2020–21                | Belgian First Division B       | 21       | 1         | 2      | 0         | 2      | 0         | 25        | 1         |
| Seraing (mượn)         | 2021–22                | Belgian First Division A       | 1        | 0         | 0      | 0         | 0      | 0         | 1         | 0         |
| Seraing (mượn)         | Tổng cộng              | Tổng cộng                      | 22       | 1         | 2      | 0         | 2      | 0         | 26        | 1         |
| Tổng cộng cả sự nghiệp | Tổng cộng cả sự nghiệp | Tổng cộng cả sự nghiệp         | 85       | 2         | 2      | 0         | 2      | 0         | 89        | 2         |

1. ↑  Thi đấu trong trận Play-off lên-xuống hạng Giải bóng đá vô địch quốc gia Bỉ.